# ملعب الماجرو
ملعب الماجرو (بالإنجليزية: Estadio Almagro)‏ هو ملعب كرة قدم يقع في بوينس آيرس، بوينس آيرس، الأرجنتين، يتسع لـ 21,000 متفرج. يلعب فيه نادي ألماجرو مبارياته.

## التاريخ
افتتح الملعب في 7 أبريل 1956.